# Benab
Benab este un oraș din Iran.